# Antonio d'Aragona Cardona
Antonio d'Aragona Cardona, duca di Montalto (1543 – Napoli, 8 febbraio 1584), è stato un nobile e militare italiano del XVI secolo.

## Biografia
Nacque nel 1543 da Antonio, II duca di Montalto (1506-1543), e dalla di lui seconda moglie, la nobildonna Giulia Antonia Cardona Gonzaga dei conti di Collesano. Investito dei titoli e dei feudi sia paterni che materni nel 1553, succedette al fratello maggiore Pietro († 1553), morto celibe e senza eredi, e sposò nel 1562 la nobildonna spagnola María de la Cerda y Manuel de Portugal (1542-1568), figlia di Juan duca di Medinaceli, da cui ebbe i figli Maria e Ferdinando, quest'ultimo morto infante.
Nel 1575, vendette la Contea di Belcastro e le baronie di Cropalati e Zagarise alla famiglia Sersale. Rimasto vedovo, nel 1577 si risposò con Aloisia de Luna, figlia di Pietro duca di Bivona, vedova anch'ella di Cesare Moncada, principe di Paternò, e madre di due figli, da cui ebbe la figlia, Bianca Antonia.
Militare al servizio del Regno di Spagna, prese parte alla battaglia di Navarino del 1572 e, nominato capitano generale di cavalleria nelle Fiandre per sedare la seconda rivolta antispagnola nell'area (1572-1585), mentre vi si stava recando a bordo di due galee dovette sostare a Napoli, ospitato dalla cugina Donna Geronima Colonna, dove a causa dell'idropisia, vi morì l'8 febbraio 1584.
In assenza di eredi maschi viventi, il Ducato di Montalto, assieme alla Contea di Collesano, alle baronie di Bilìci, ed alle signorie di Scillato e delle Due Petralie, passarono alla figlia maggiore Maria, che nel 1585 sposò il principe Francesco Moncada de Luna, come disposto dal testamento fatto redigere in vita dallo stesso Duca di Montalto. In conseguenza del matrimonio con il Principe di Paternò, detti domini feudali passarono in dote ai Moncada.

## Ascendenza
|                                                      |                                                |                                    | Genitori                                            |  |  | Nonni                                  |  |  | Bisnonni                           |  |
|                                                      |                                                |                                    |                                                     |  |  | Ferdinando d'Aragona, duca di Montalto |  |  | Ferdinando d'Aragona, re di Napoli |  |
|                                                      |                                                |                                    |                                                     |  |  | Ferdinando d'Aragona, duca di Montalto |  |  | Ferdinando d'Aragona, re di Napoli |  |
|                                                      |                                                | Diana Guardato                     |                                                     |  |  | Ferdinando d'Aragona, duca di Montalto |  |  |                                    |  |
| Antonio d'Aragona Folch de Cardona, duca di Montalto |                                                |                                    |                                                     |  |  | Ferdinando d'Aragona, duca di Montalto |  |  |                                    |  |
|                                                      |                                                | Catalina de Cardona Requesens      | Raimondo de Cardona Requesens, duca di Somma        |  |  |                                        |  |  |                                    |  |
|                                                      |                                                | Catalina de Cardona Requesens      | Raimondo de Cardona Requesens, duca di Somma        |  |  |                                        |  |  |                                    |  |
|                                                      |                                                | Catalina de Cardona Requesens      | Isabella de Requesens                               |  |  |                                        |  |  |                                    |  |
| Antonio d'Aragona Cardona, duca di Montalto          |                                                | Catalina de Cardona Requesens      |                                                     |  |  |                                        |  |  |                                    |  |
|                                                      | Pietro Cardona Ventimiglia, conte di Collesano | Artale Cardona, conte di Collesano |                                                     |  |  |                                        |  |  |                                    |  |
|                                                      | Pietro Cardona Ventimiglia, conte di Collesano | Artale Cardona, conte di Collesano |                                                     |  |  |                                        |  |  |                                    |  |
|                                                      | Pietro Cardona Ventimiglia, conte di Collesano | Maria Ventimiglia                  |                                                     |  |  |                                        |  |  |                                    |  |
| Giulia Antonia Cardona Gonzaga                       | Pietro Cardona Ventimiglia, conte di Collesano |                                    |                                                     |  |  |                                        |  |  |                                    |  |
|                                                      |                                                | Susanna Gonzaga                    | Gianfrancesco Gonzaga, conte di Sabbioneta e Rodigo |  |  |                                        |  |  |                                    |  |
|                                                      |                                                | Susanna Gonzaga                    | Gianfrancesco Gonzaga, conte di Sabbioneta e Rodigo |  |  |                                        |  |  |                                    |  |
|                                                      |                                                | Susanna Gonzaga                    | Antonia del Balzo                                   |  |  |                                        |  |  |                                    |  |
|                                                      |                                                | Susanna Gonzaga                    |                                                     |  |  |                                        |  |  |                                    |  |